# Pedro Pires
Pedro Verona Rodrigues Pires (født 29. april 1934) er tidligere præsident for Kap Verde fra marts 2001 til september 2011. Forinden han blev præsident havde han været landets premierminister fra 1975 til 1991. Han repræsenterede Kap Verdes selvstændighedsparti og blev valgt som landets første premierminister ved landets første flerpartivalg.
Som præsident efterfulgte han António Mascarenhas Monteiro i 2001. Pires stillede op til valget til en anden termin i præsidentvalget, som blev afholdt 12. februar 2006. I dette valg slog han tidligere premierminister Carlos Veiga og opnåede 50,98% af stemmerne. Efter udløbet af den anden valgperiode blev han efterfulgt af Jorge Carlos Fonseca på præsidentpoten.